# Lontra longicaudis
El lobito de río (Lontra longicaudis), también conocido como nutria del noroeste, nutria neotropical, perro de agua (llanos de Colombia y Venezuela), pisua o mallu-puma, es un mustélido de la subfamilia Lutrinae, que se encuentra en Centro y Sudamérica, desde el sur de México hasta Uruguay y el centro de Argentina. La gran mayoría se encuentran en la Amazonia tropical de Brasil y Perú. 

## Anatomía
Mide entre 30 y 50 cm de longitud y pesa entre 5 y 12 kg; los machos son entre un 20 y un 25% mayores que las hembras. El pelaje es pardo, de canela a grisáceo. La nariz es negra. Las patas son relativamente cortas y presentan garras fuertes con uñas robustas y membranas interdigitales. La cola cónica termina en punta.

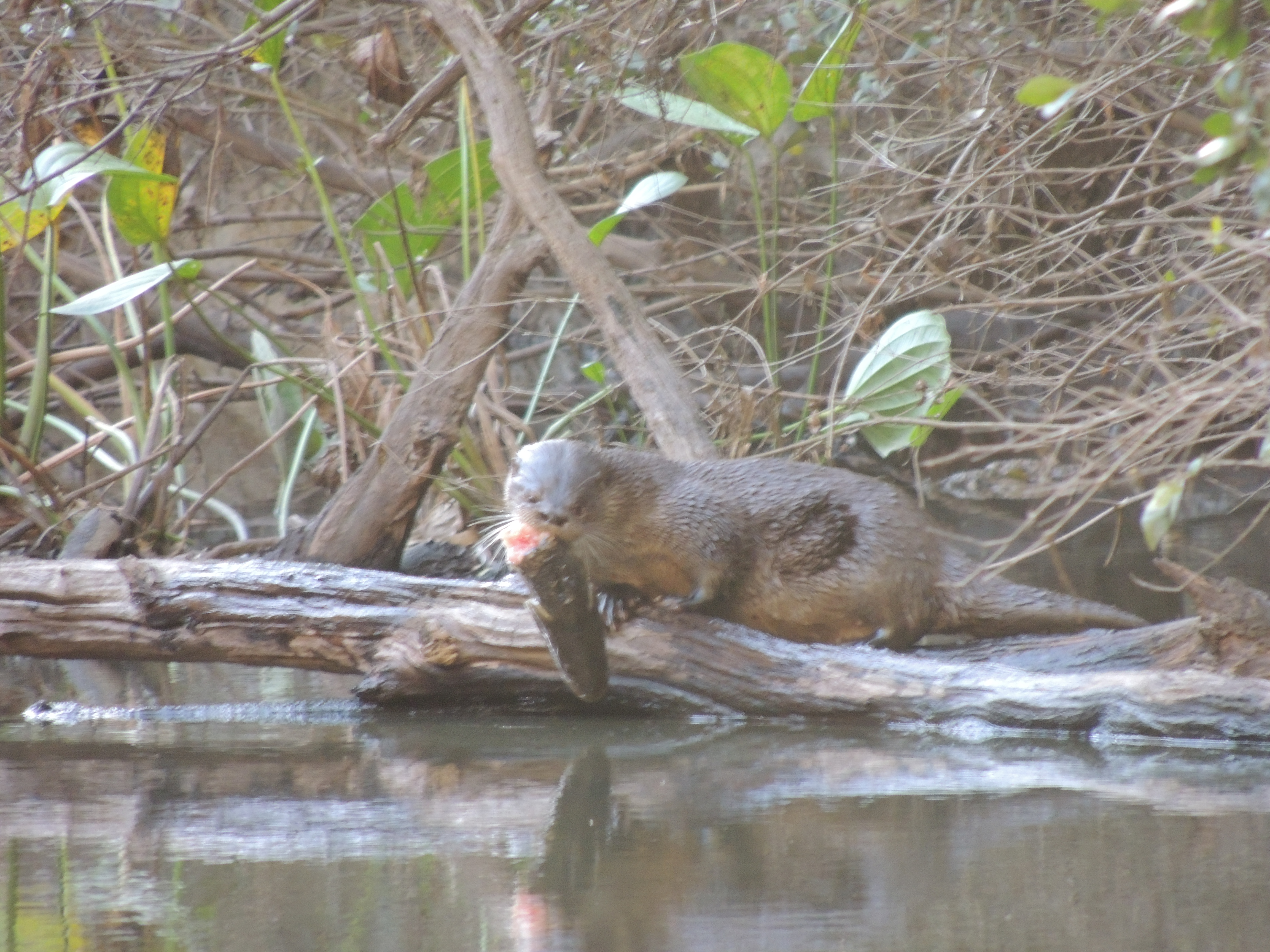
Una pisua comiendo.

## Ecología
Vive en diferentes hábitats ribereños, incluyendo bosques caducos y siempreverdes, sabanas, llanos y pantanales. Es posible que esta especie prefiera los claros, ríos y arroyos de montañas hasta 3000 m s. n. m. y sea menos frecuente en terrenos llanos.
Son tanto diurnos como nocturnos solitarios. Se alimentan, básicamente, de peces y de crustáceos. 

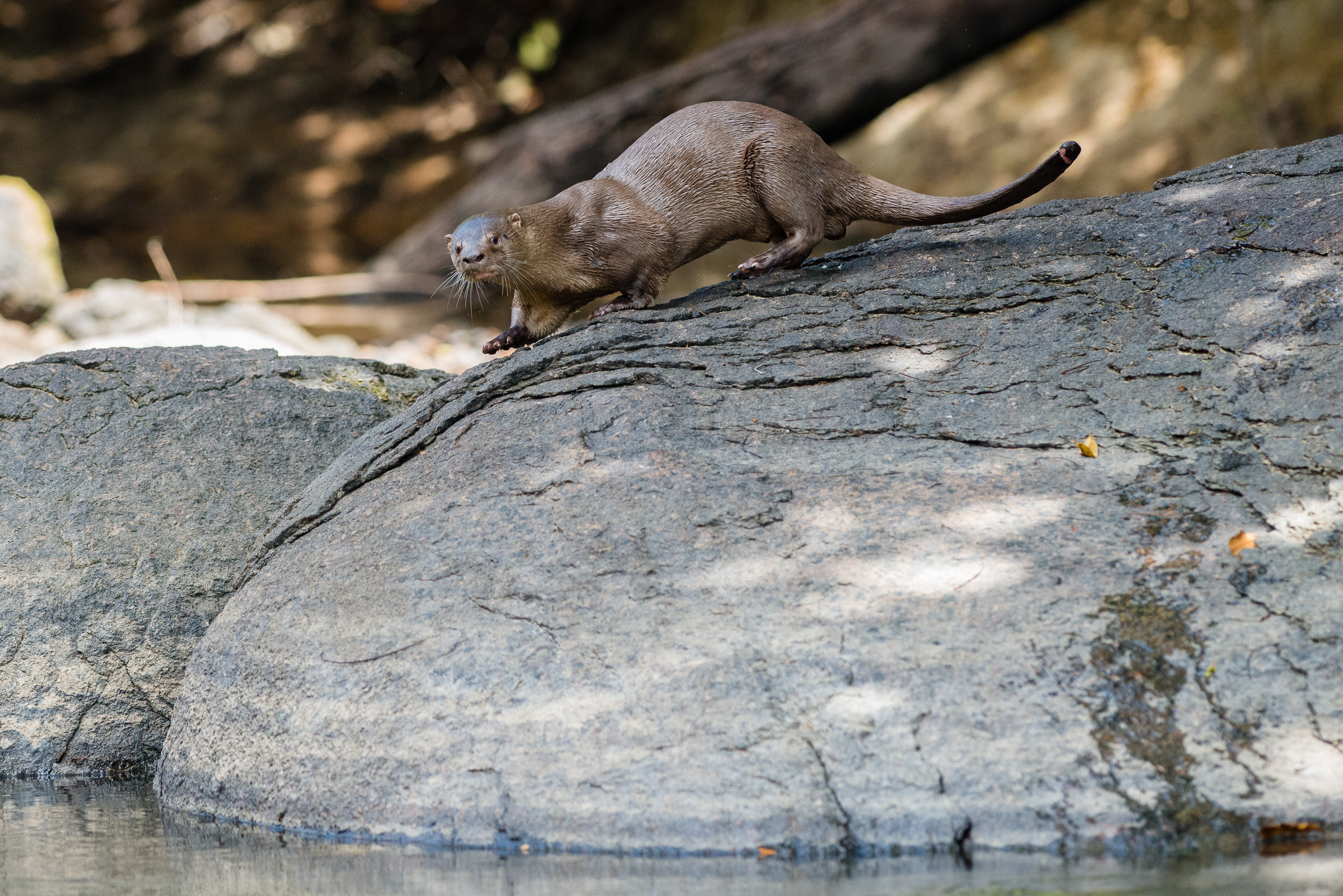
Una nutria neotropical.

Se han observado parejas cerca al bosque de protección de Pui Pui en el departamento de Junín y la concesión de conservación Atiycuy Perú.
El Lontra longicaudis platensis fue declarado monumento natural por la provincia de Corrientes en Argentina mediante decreto n.º 1555/1992 de 10 de diciembre de 1992.
En El Salvador es una especie muy rara, está muy amenazada en este país por deforestación y contaminación de ríos y lagos, y esto ha ocasionado que declinara su población, sin embargo actualmente hay esfuerzos para conservar la nutria neotropical.

## Subespecies
- Lontra longicaudis annectens
- Lontra longicaudis colombiana
- Lontra longicaudis enudris
- Lontra longicaudis incarum
- Lontra longicaudis longicaudis
- Lontra longicaudis platensis